# Ad Bos Collectief
Het Ad Bos Collectief was een Nederlandse politieke partij. De partij werd opgericht op 10 augustus 2006 door Ad Bos, die bekend werd door zijn rol als klokkenluider in de bouwfraude-zaak.
Bij de Tweede Kamerverkiezingen 2006 deed het Ad Bos Collectief voor het eerst mee. Onder de leus "Alle macht naar de burger!" stelde de partij zich ten doel de samenleving te hervormen naar een eerlijke, rechtvaardige en doorzichtige bestuurlijke inrichting. De partij behaalde 5139 stemmen.
De partij Ad Bos Collectief had geen bestuur. Zij werd na de verkiezingen van 2006 opgeheven.